# Měřicí vůz pro železniční svršek

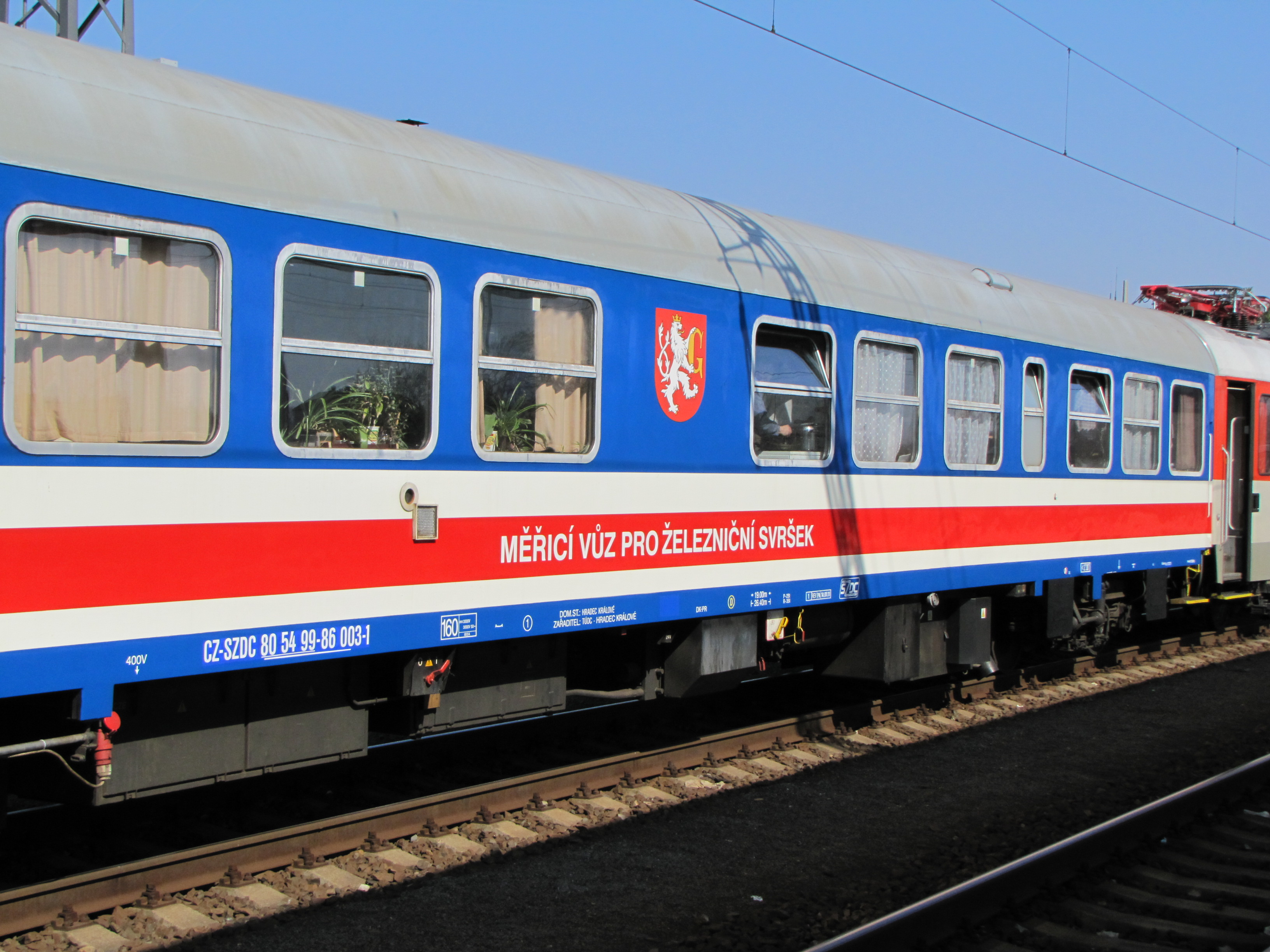
Měřicí vůz pro železniční svršek

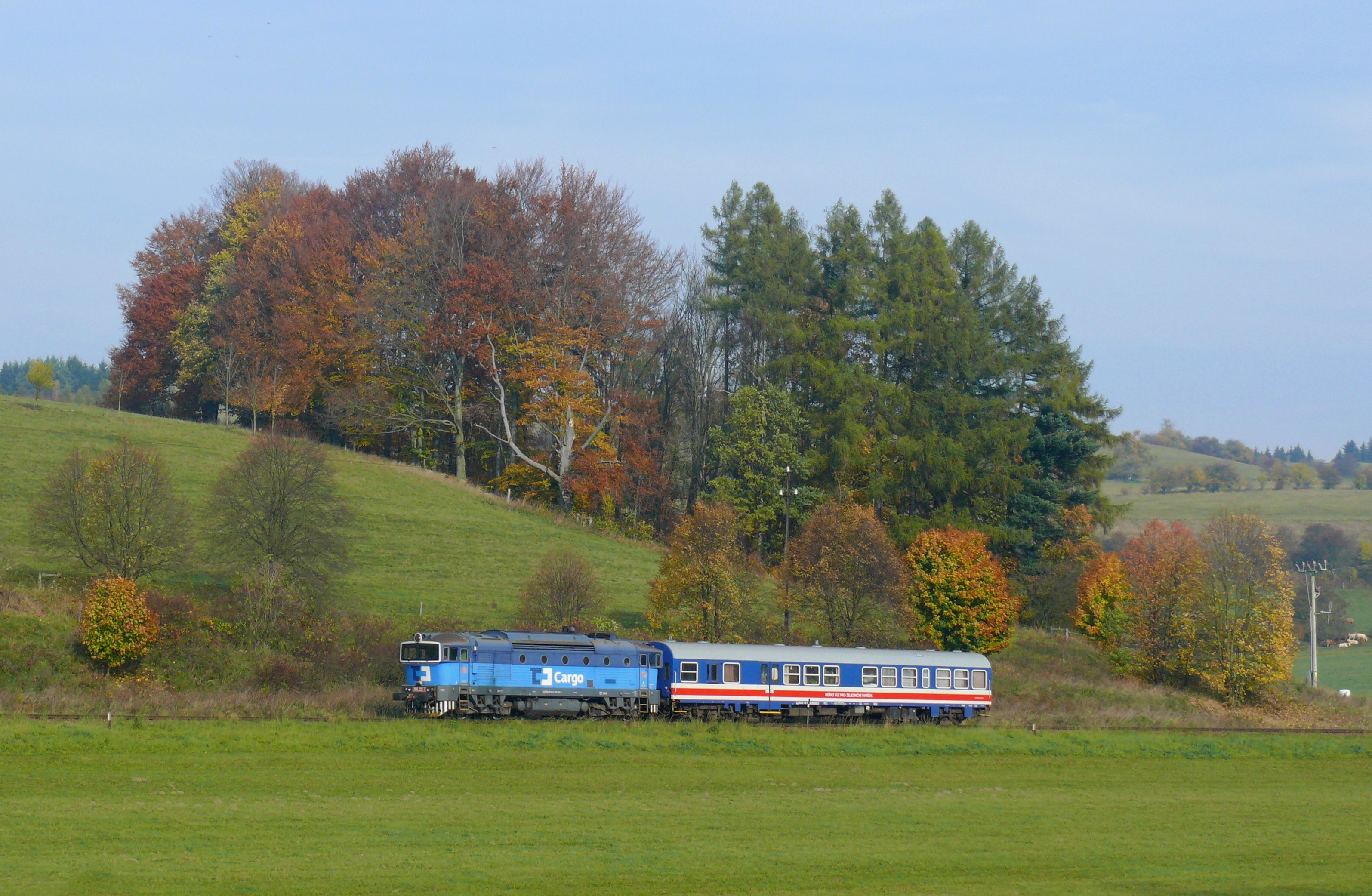
Měřící vlak

Měřicí vůz pro železniční svršek Správy železnic je určen k měření geometrických parametrů tratí spravovaných Správou železnic. Byl upraven z rychlíkového vozu řady Bymee nizozemskou firmou ER a může pracovat při rychlosti do 160 km/h. 
Snímání geometrických veličin koleje probíhá bezkontaktně každých 0,25 m ujeté dráhy. Výsledky měření veličin jsou rozděleny na dynamické a kvazistatické složky polohy koleje. Dynamické veličiny představují podélnou výšku, převýšení, směr koleje, rozchod koleje, zborcení s volitelnou délkou základny. Kvazistatické veličiny představují křivost, převýšení a rozchod koleje. Systém pro měření jednotlivých geometrických parametrů používá snímače zrychlení, úhlové rychlosti, indukční snímače posunutí, laserový optický systém s CCD kamerami (pro snímání rozchodu a směru). Naměřené hodnoty zpracovává počítač s přehledem okamžitých závad úsekového hodnocení. Jednotlivé datové soubory umožňují další zpracování v hodnotícím středisku. Měřicí vůz je opatřen i videosystémem, který průběžně snímá měřenou trať.